# Государственный институт научной педагогики
Государственный институт научной педагогики (ГИНП)  — научно-исследовательский институт, основанный в Ленинграде постановлением Наркомпроса РСФСР от 19 июля 1924 г. при Ленинградском педагогическом институте им. А. И. Герцена на базе Всероссийского педагогического музея, экскурсионного и педагогического институтов, находился в ведении Наркомпроса РСФСР. В апреле 1933 г. был реорганизован в Ленинградское отделение ЦНИИ педагогики, которое приказом Наркомпроса РСФСР от 29 мая 1934 г. переименовано в институт научной педагогики при Ленинградском педагогическом институте им. А. И. Герцена. Ликвидирован приказом Наркомпроса РСФСР от 21 октября 1938 г., фактическая ликвидация завершилась в 1939 г.
В разное время институтом руководили:
- Б. А. Фингерт

Известные сотрудники института: М. Я. Басов, Л. С. Выготский, С. Л. Рубинштейн,  А. П. Серебренников